# Az apostolok cselekedetei

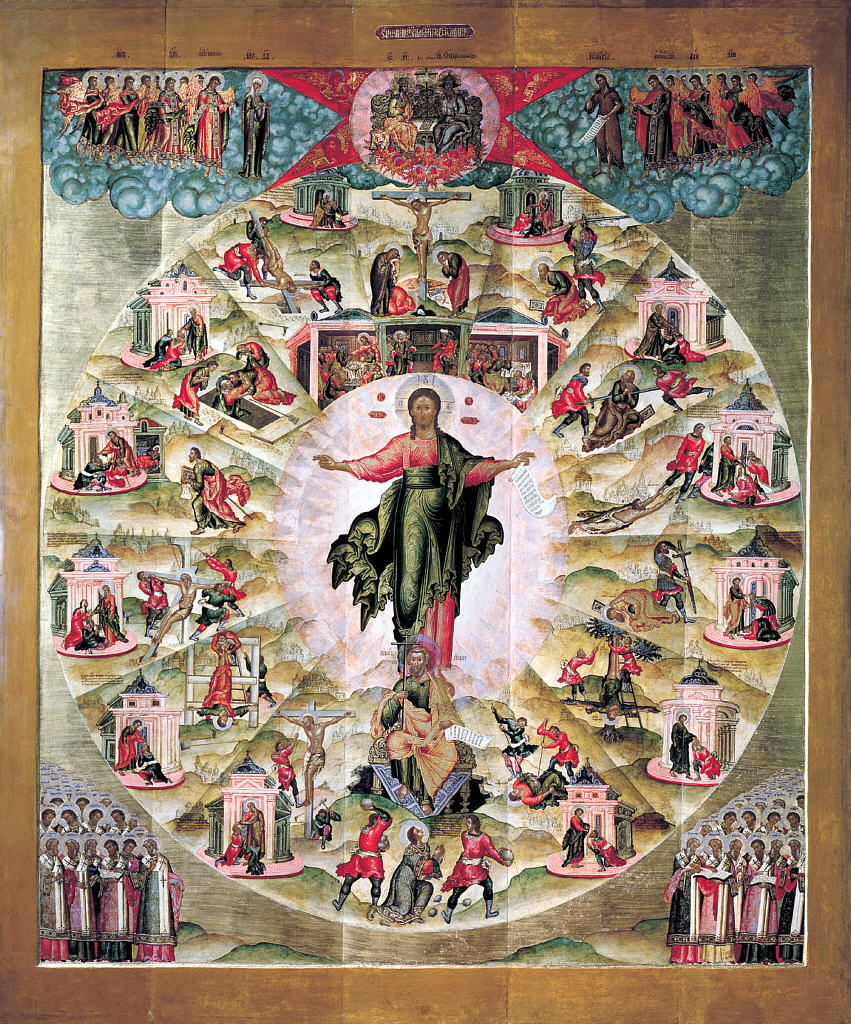
Fjodor Zubov: Az Apostolok Minisztériuma

Az apostolok cselekedetei az Újszövetség ötödik irata, a négy evangélium után soron következő történeti könyv, melyben az ősegyház történetének kezdetéről és elterjedéséről kapunk beszámolót. Keletkezési idejét 70-100 közé teszik, de ma már egyre több bibliatudós részesíti előnyben a 2. század elejét. Görög (koiné görög) nyelven írták. A megírás helyeként sok várost is számításba vettek.

## Szerzője

### Hagyományos nézet
A könyv szerzője a hagyomány alapján azonos a harmadik evangélium írójával, vagyis Lukács evangélistával, aki hosszú ideig Pál munkatársaként bejárta az apostollal Kis-Ázsia, és Görögország nagy részét, így információi nagyrészt megbízhatóak (első kézből származnak). Nagyon sok olyan rész van a könyvben, ahol az író többes szám első személyben beszéli el a történteket, így tudhatjuk meg azt, hogy akkor az evangélista éppen az apostol társaságában utazott.

### Mai bibliakutatók
Sok tudós i.sz. 80–90-re datálja a művet. Jeruzsálemnek és templomának a római seregek által i.sz. 70-ben történt lerombolását az ApCsel nem említi, de valószínűleg a Lukács 21:20-24 utal rá. Az Apostolok Cselekedeteit nem írhatták volna meg korábban 90-nél, mivel úgy tűnik, hogy a szerző nem ismeri Pál leveleit, amelyeket nem gyűjtöttek össze és nem terjesztettek e dátum előtt.
Egyre több tudós részesíti előnyben az Apostolok cselekedeteinek megalkotásának késői időpontját, a 2. század elejét, kb. 110-120 között. Három tényező támasztja alá ezt a dátumot:
- Az Apostolok cselekedetei ismeretlennek tűnnek a 2. század második fele előtt.
- Nyomós érvek szólnak amellett, hogy az Apostolok cselekedetei szerzője ismerte Iosephus néhány anyagát, aki i.sz. 93-94-ben fejezte be A zsidók történetét.
- Legújabb tanulmányok felülvizsgálták azt az ítéletet, miszerint az ApCsel szerzője nem tudott a páli levelekről. Meggyőző érveket hoztak fel különösen a Galata levél esetében azok a tudósok, akik szerint az Apostolok cselekedetei írója nemcsak ismerte ezt a páli levelet, hanem problémának is tekintette.[8] Különösen felhívják a figyelmet az ApCsel 15. rész és a Galata 2. rész közötti verbális és gondolati hasonlóságokra.[9]

## Felépítése
Az apostolok cselekedetei – ugyanúgy, mint az evangélium – egy ajánlással kezdődik, melynek címzettje a Lukácsnál már egyszer felbukkanó Teofil, aki nyilvánvalóan ismerte az írót, de ma már nem tudunk róla biztosat. Teofil minden bizonnyal konkrét személy lehetett, nevének jelentése "Isten-szerető". Vagy egyházi elöljáró volt, vagy vagyonos ember, aki vállalta a könyv másolásának, terjesztésének költségeit.
Ebben Lukács visszautal az evangéliumra, majd – mintegy egybeszerkesztve – Jézus mennybemenetelének történetét írja le, vagyis Az apostolok cselekedetei úgy kezdődik, mint ahogy az evangélium befejeződik, ezzel is biztosítva a folyamatosságot.
Az első hét fejezetben az Ősegyház kialakulásának vagyunk szemtanúi Mátyás kiválasztásával, a Szentlélek kiáradásával, és Péter bátor kiállásával a Jeruzsálemben lévő népek elé. Ezután az apostolok működéséről kapunk képet gyógyítások, tanúságtételek és csodák által, mely dolgok már akkor nem tetszettek a zsidó hatóságoknak (idevéve a bölcs Gamáliel történetét, aki a megbékélést hangsúlyozta), így ettől kezdve megindult az üldözés, melynek első vértanúját Istvánnak hívták (6-7. fejezetek).
A 8. fejezettől kezdve a születendő kereszténység kinövi Júdeát, Jeruzsálemet, és elindul a terjeszkedése. Először Szamariában vetik el a keresztény hit magvait (Fülöp, Péter és Simon mágus esete); majd Saul (Pál) kapja meg az indíttatást magától Jézustól, így a kereszténység legnagyobb ellenségéből a „népek apostolává” lesz (9. fej.), aki megtérése után a terjedő kereszténység egyik legnagyobb alakjává válik. Péter segítségével a pogányok is megismerik Jézus örömhírét (10-11. fej.), majd Jakab apostol vértanúságával, és az apostolok fejének csodálatos szabadulásával zárul le a második egység (12. fej.)
A következő fejezetektől már Pál áll a középpontban és az ő missziós útjainak leírása (ahol már Lukács is vele volt). Pál elindul Kis-Ázsiába, hogy terjessze a keresztény hitet, és híveket szerezzen, mely nem volt annyira egyszerű abban a korban. Ehhez képest nagyon sokan csatlakoztak az új valláshoz. Pál rengeteg helyen alapít új egyházakat (Piszidia, Likaónia, Frígia, Pamfília stb.), melyek még nem szakadtak el a zsidóságtól, így az első apostoli zsinat határozata is nagyon fontos ahhoz, hogy elkülönüljön egymástól a zsidó és a keresztény vallás (15. fej.).
Ezután Pál eljut Philippibe, ahol szintén szerez magának követőket, majd a görög állam szívébe, Athénba megy, és ott hirdeti az evangéliumot. Epheszoszban tölt el három évet, miközben a környéken terjed a hit, de Pálnak honvágya van, így visszatér Jeruzsálembe, de ott elfogják, és nem sokon múlik, hogy ki ne végezzék (20-21. fejezetek).
Pál ezután hosszú időt tölt Jeruzsálemben, az Antonia-erődben, három év vizsgálati fogságban (22-26. fej.), miközben nem születik döntés az ügyében, ám végül a császárhoz fellebbez, így az utolsó fejezetekben Pál kalandos útját követhetjük nyomon Rómába, ahol Pál háziőrizetbe kerül és közben ott is megkezdi a keresztény hit terjesztését (27-28. fejezetek).

## Történetisége
Az apostolok cselekedeteinek megbízható a történetisége, ugyanis nagyon sok olyan névvel és eseménnyel találkozunk a profán forrásokban, melyek itt is előfordulnak.
Josephus Flavius említi meg azt a Jakab apostolt, akit Heródes végeztetett ki (Zsidók története. XX. fej. 9), vagy például Suetonius említi azt az éhinséget, melynek alkalmával Claudius császár kiűzi a zsidókat Rómából. Itt ír arról is, hogy egy bizonyos „Chrestos” miatt történt meg ez a kiűzetés (ez a rendelet felbukkan Pálnál is). Az említett helytartók nevei (Antonius Felix, Portius Festus) és hivataluk időpontjai által tudjuk rekonstruálni Pál fogságának valószínű idejét, amit az i. sz. 58-61-es évek közé tehetünk. Tehát nagyon sok kapcsolódási pont van a profán történetírás és Az apostolok cselekedetei között.

## A mű

### Szerkezete, felépítése
A mű szerkezetét, felépítését több tényező alakítja. Rendező elve a misszió, de földrajzi, teológiai és személyi fordulópontok is tagolják. A különböző szakaszokat összegzések zárják.
- Két „főszereplője” Péter és - a mű második, nagyobbik felében - Pál.
- Három meghatározó helyszíne Jeruzsálem, Antiochia és Róma.

### Beszédek
Az apostolok cselekedeteiben 24 beszéd található, mely a mű terjedelmének 30%-át teszi ki. Ezekre a kor görög-római írói stílusa hatott, de tetten érhető a zsinagógai beszéd is. Éppen ezért Péter és Pál beszédei nevezhetők keresztény midrásoknak is. Igehirdető jellegükkel kapcsolatot teremtenek a levelekkel is.

### Forrásai, hagyományai
Összeállítása során különböző hagyományokat használhatott a szerző:
- „Antiochiai forrás”
- szóbeli források
- Lukács útinaplója
- egyéb dokumentumok

### A „mi”-szakaszok
Az apostolok cselekedetei sajátos hagyományrétegét képezik a T/1-ben íródott, un. „mi”-szakaszok. Eredetük vitatott. A legelterjedtebb felfogás szerint ezek Lukács naplójegyzetei (esetleg Pál más kísérőjének jegyzetei). Elképzelhető, hogy valamiféle helységnév-lista Pál térítő útjairól, esetleg egy szórványos Pál-regény részei.